# 大麻町東馬詰
大麻町東馬詰（おおあさちょうひがしうまづめ）は、徳島県鳴門市の大字。郵便番号は779-0312。

## 地理
鳴門市の南部に位置。北は旧吉野川をもって大麻町牛屋島、東は板野郡松茂町南は板野郡北島町、西は大麻町中馬詰・大麻町西馬詰に接する。旧吉野川の北岸と南岸にまたがり、北岸部を古田（こでん）、南岸部を新田（しんでん）と呼ぶ。両地区の間に馬詰橋が架設されている。農業地域。
中央東寄りを徳島県道39号徳島鳴門線が南北に縦貫し、旧吉野川には牛屋島橋が架設されている。その東側を県道39号線のバイパスが通っている。また古田の堤防上を徳島県道226号津慈広島線が通る。

### 河川
- 旧吉野川
- 第二大谷川

### 小字
| - 泉の尻 - 壱番越 - 大浜 - 川縁 - 小中須 | - 参番越 - 新開 - 諏訪の元 - 辰巳 - 天神免 | - 寅開 - 西五反野 - 弐番越 - 野中 - 破戸の元 | - 東五反野 - 壱畝門 - 孫中須 - 南開 |  |

## 歴史
江戸期から町村制の施行された明治22年にかけては板東郡および板野郡の村であった。寛文4年より板野郡に属す。
明治22年に同郡堀江村の大字となった。昭和28年4月より堀江町の大字となる。昭和34年4月に板東町と堀江町が合併し大麻町が誕生し同町の大字となる。昭和42年に大麻町が鳴門市に編入され現在の鳴門市の大字となる。

## 世帯数と人口
2022年（令和4年）7月31日現在の世帯数と人口は以下の通りである。
| 町丁         | 世帯数  | 人口  |
| ------------ | ------- | ----- |
| 大麻町東馬詰 | 172世帯 | 342人 |

## 小・中学校の学区
市立小・中学校に通う場合、学区は以下の通りとなる。
| 番地 | 小学校               | 中学校             |
| ---- | -------------------- | ------------------ |
| 全域 | 鳴門市立堀江南小学校 | 鳴門市立大麻中学校 |

## 施設
- 諏訪神社
- 正福寺（高野山真言宗）

## 交通

### 道路
都道府県道
- 徳島県道39号徳島鳴門線
- 徳島県道226号津慈広島線